# ジョヴァンニ・チャンフリーリア
ジョヴァンニ・チャンフリーリア（Giovanni Cianfriglia、1935年4月5日 - 2024年10月30日）は、イタリアの映画俳優、スタントマン。
1958年以来100本以上の映画に出演している。1950年代から映画界入りしたイタリアのスタントマン兼アクション俳優。1960年代のマカロニ・ウエスタンではケン・ウッドの変名を用いた。他にもジョヴァンニ・ジャンフリーリアやアルフレッド・ライクリンとクレジットされることもある。
アンツィオで生まれたチャンフリーリアは、ヘラクレスでスティーブリーブスのボディダブルとしてデビューし、その後、数十のジャンルの映画でスタントマンとして登場し始め60年代の後半以来、彼はいくつかのアドベンチャー映画に出演し、スパゲッティウエスタンは、ケンウッドの芸名を使用して主役を演じた。
スティーヴ・リーヴス主演の『ヘラクレス』(1957)など多数のペプラム物でスタントと端役をこなした。彼の素質が開花したのは1960年代半ばからのマカロニ・ウエスタン時代からで、脇役からだったが、『キラー・キッド』(1967/未/テレビ放映)辺りからは主人公と対決する敵役にまで出世し、マリオ・バーヴァ監督の『黄金の眼』(1968)の亜流であるヒーロー物『スーパーアルゴ』シリーズでは遂に主役を演じるまでになる。
マカロニウエスタンでは『五匹の用心棒』(1966)や『七人の特命隊』(1968)といった集団アクション物でも個性を発揮した。1970年代からは再びアクション要員の脇役に戻り、ポリス・アクションやバッド・スペンサー主演の喜劇アクションなどの数多くの作品でスタント・プレイヤーとして活躍した。尚、1980年代初頭にはシュワルツェネッガーの『コナン・ザ・グレート』(1982)のヒットを受け、幾本もの亜流が作られた。そこにもペプラム物で育ったチャンフリーリアの姿があった。
2024年10月30日に死去。89歳没。

## 主な出演作品
- 『サンドカン総攻撃』(1963)
- 『奴らに高く吊るされろ!』(未/テレビ放映)(1965)
- 『必殺の用心棒』『リンゴ・キッド』(以上1966)
- 『必殺の二挺拳銃』(1967)『三人の無宿者』(未/テレビ放映)(1968)
- 『七人の特命隊』(1968)
- 『大西部無頼列伝』(1970)
- 『西部決闘史』『復讐のガンマン/ジャンゴ』(未/テレビ放映)(以上1971)
- 『華麗なる復讐』(1973)
- 『アマゾネス対ドラゴン』(1974)
- 『恐怖に襲われた街』(1975)
- 『ケオマ/ザ・リベンジャー』(未/ビデオ)(1976)
- 『ザ・ビッグバトル』(未/ビデオ)『砂漠の戦士/黒いライオン』(未/ビデオ)(1982)
- 『アイアンマスター』(未/ビデオ)『7人の輝ける勇士』(未/ビデオ)『ブロンクスからの脱出』(未/ビデオ)(以上1983)『ザ・エクスキューター』(未/ビデオ)『超人ヘラクレス』(未/ビデオ)(以上1984)
- 『レディホーク』『ナイルの宝石』(以上1985)
- 『グレート・バーバリアン』(未/ビデオ)(1986)
- 『ブラック・コブラ』(1987)
- 『最後の誘惑』(1988)

- Sandokan the Great (1963)
- Revenge of The Gladiators (1964)
- Castle of Blood (1964)
- Hercules the Avenger (1965)
- Desperate Mission (1965)
- Superargo Versus Diabolicus (1966)
- Massacre Mania (1967)
- The Devil's Man (1967)
- Golden Chameleon (1967)
- Superargo and the Faceless Giants (1968)
- Bury Them Deep (1968)
- Gunman Sent by God (1968)
- Drummer of Vengeance (1971)
- Life Is Tough, Eh Providence? (1972)
- Peur sur la ville (1975) 恐怖に襲われた街
- Who Breaks... Pays (1975)
- Killer Cop (1975)
- The Climber (1975)
- Keoma (1976)
- Everything Happens to Me (1980)
- Buddy Goes West (1981)
- Tuareg – The Desert Warrior (1984)
- Le comiche (1990)

など多数。クレジット無しの作品も少なくない。